# Puma Huain (Huánuco)
Puma Huain (en quechua: casa del puma) es una montaña en los Andes centrales ubicada en el departamento de Huánuco en Perú.

## Ubicación
Esta montaña de altitud promedio es de 4200 m s.n.m. y cuya cima es de forma alargada se ubica en el norte del distrito de Singa de la provincia de Huamalíes en el departamento de Huánuco. Su flanco sur está delimitado por el margen norte de la quebrada Llacta y su flanco norte está delimitado por el margen sur de la quebrada Luyan.

## Relieve
Su alargada cima pierde altitud conforme se avanza en dirección sureste desde su máximo a 4322 m s.n.m. hasta un brusco descenso a 3889 m s.n.m. en el último tramo sobre cuya cima se asienta el complejo arqueológico de Huata.